# Bernard Bem
Bernard Ludwik Bem, pseudonim „Berek” (ur. 29 sierpnia 1936 w Dąbrówce Małej jako Bernard Böhm, zm. 23 grudnia 2023) – polski piłkarz, napastnik, wieloletni zawodnik Ruchu Chorzów.

## Życiorys
Wychowanek KS 22 Mała Dąbrówka. Następnie w latach 1956–1957 grał w Kolejarzu Katowice. Po nieudanej przygodzie w Kolejarzu, Bem przeniósł się do drużyny prowadzonej przez ówczesnego trenera Janosa Steinera, do Ruchu Chorzów. W Ruchu grał do 1971 roku, rozgrywając 262 mecze i zdobywając w nich 28 goli. Znalazł się w gronie najwybitniejszych piłkarzy w historii klubu. W barwach Ruchu dwukrotnie zdobył mistrzostwo Polski, w 1960 i 1968.
Zmarł 23 grudnia 2023, w wieku 87 lat. Został pochowany 29 grudnia 2023 na cmentarzu przy ulicy Wróblewskiego w Katowicach.

## Największe osiągnięcia
- 1960
  - mistrz Polski w barwach Ruchu Chorzów
- 1968
  - mistrz Polski w barwach Ruchu Chorzów